# Mesurament dels altaveus

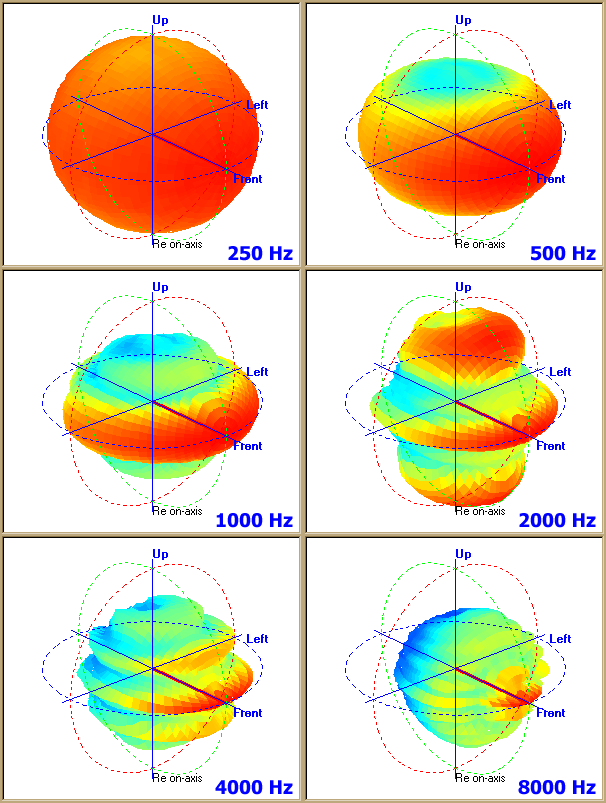
El patró de sortida d'un altaveu industrial es mostra amb gràfics polars esfèrics a sis freqüències

El mesurament dels altaveus és la pràctica de determinar el comportament dels altaveus mesurant diversos aspectes del rendiment. Aquesta mesura és especialment important perquè els altaveus, sent transductors, tenen un nivell de distorsió més alt que altres components del sistema d'àudio utilitzats en la reproducció o el reforç del so.

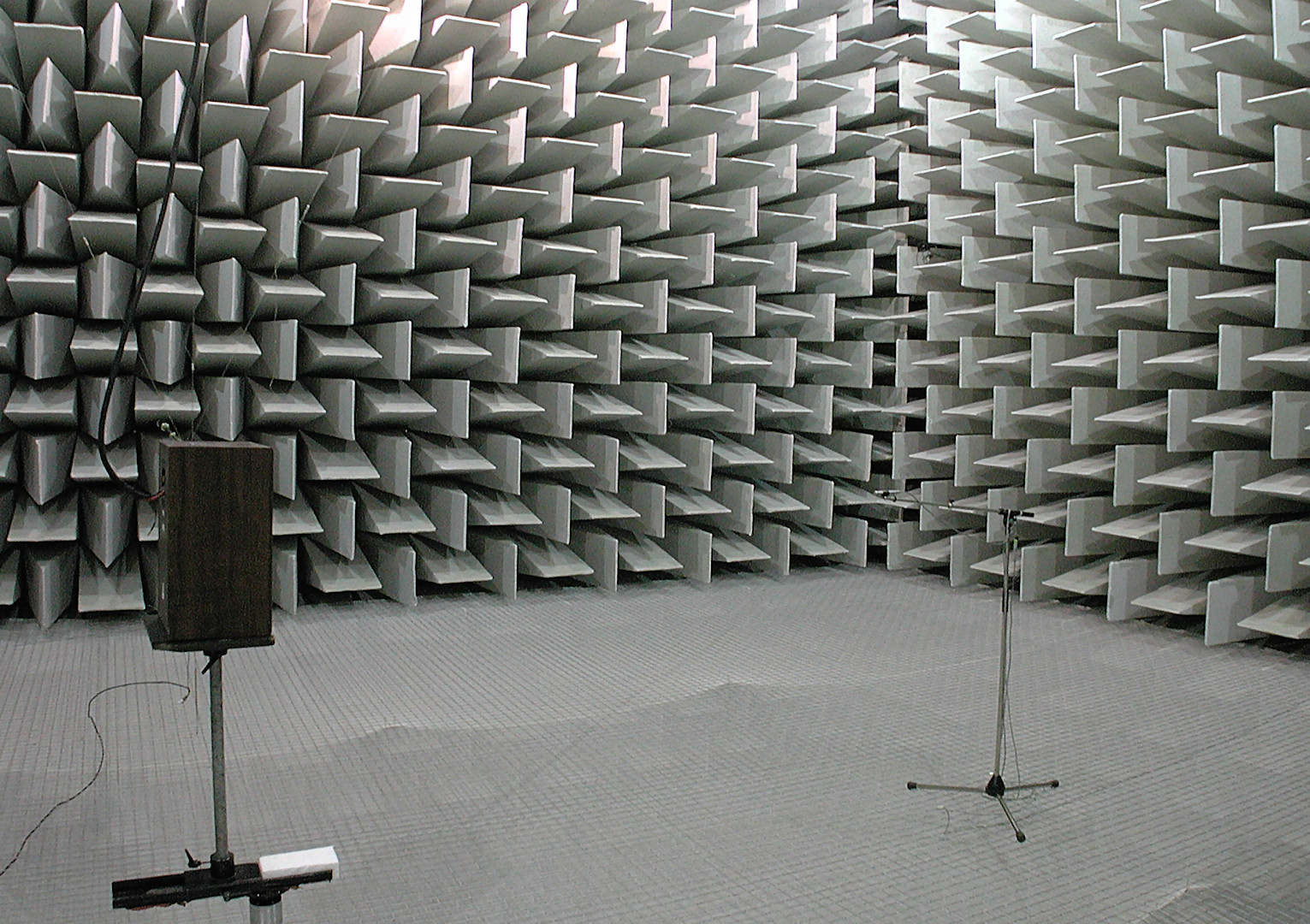
Mesura d'altaveus en una cambra anecoica amb reixeta de terra acústicament transparent

## Mesura anecoica
Una manera de provar un altaveu requereix una cambra anecoica, amb una reixeta de terra acústicament transparent. Normalment, el micròfon de mesura es munta en un boom discret (per evitar reflexos) i es col·loca 1 metre davant de les unitats d'accionament a l'eix amb el controlador d'alta freqüència. Tot i que això pot produir resultats repetibles, aquesta mesura d'"espai lliure" no és representativa del rendiment en una habitació, especialment en una habitació petita. Per obtenir resultats vàlids a baixes freqüències, es necessita una cambra anecoica molt gran, amb grans tasques absorbents per tots els costats. La majoria de les cambres anecoiques no estan dissenyades per mesurar amb precisió fins a 20 Hz i la majoria no són capaços de mesurar per sota de 80 Hz.

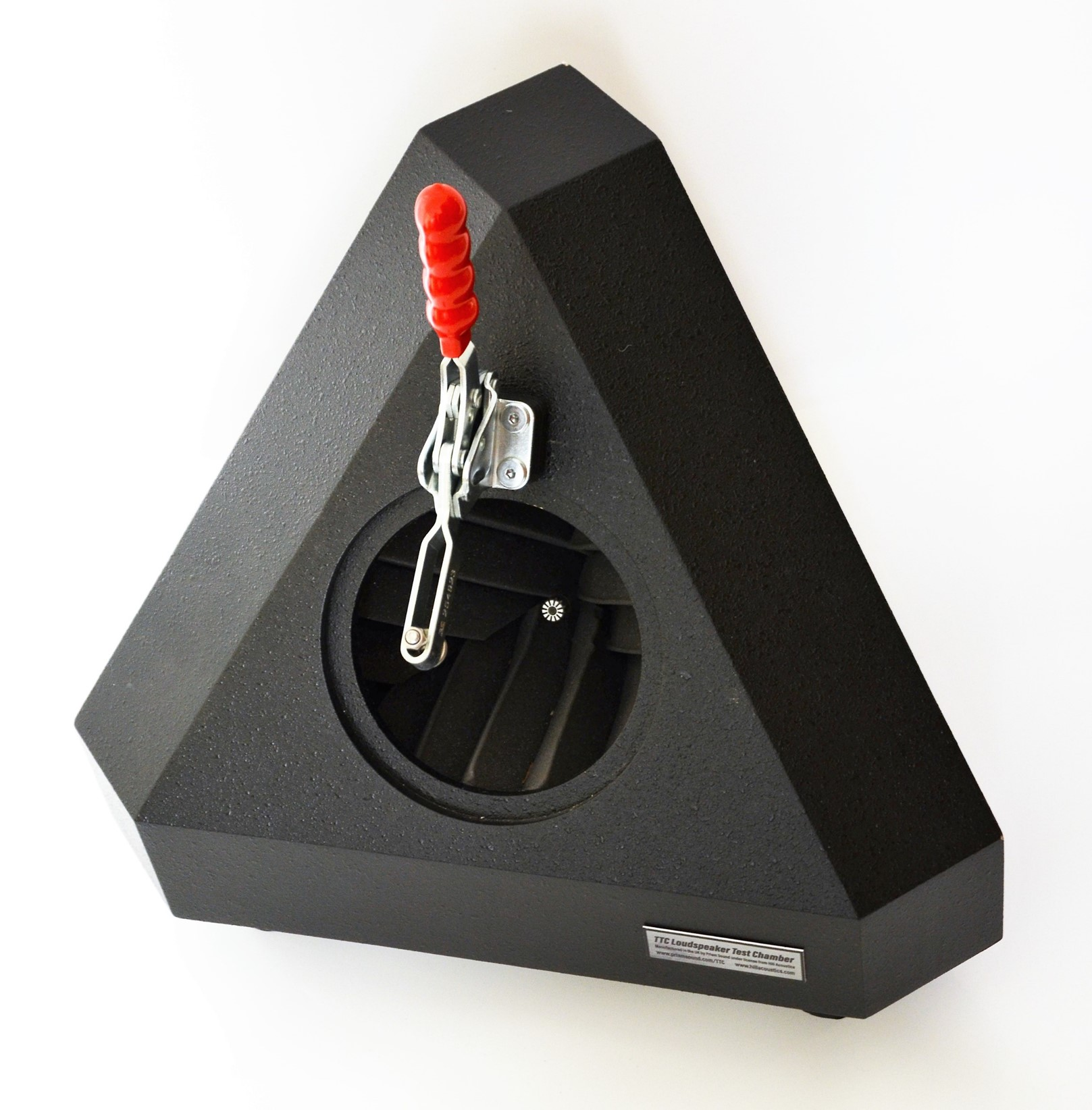
Una cambra de prova tetraèdrica

## Cambra tetraèdrica
Una cambra tetraèdrica és capaç de mesurar el límit de baixa freqüència del conductor sense la gran empremta requerida per una cambra anecoica. Aquest sistema de mesura compacte per a controladors d'altaveus està definit a IEC 60268-21:2018, IEC 60268-22:2020 i AES73id-2019.

## Mesura de mig espai
Una alternativa és simplement col·locar l'altaveu damunt el terra apuntant cap al cel sobre l'espai oberta. La reflexió del sòl encara interferirà, però es reduirà molt a la gamma mitjana perquè la majoria dels altaveus són direccionals i només irradien freqüències molt baixes cap enrere. Posar material absorbent al voltant de l'altaveu reduirà la ondulació de rang mitjà absorbint la radiació posterior. A freqüències baixes, la reflexió del sòl està sempre en fase, de manera que la resposta mesurada haurà augmentat els baixos, però això és el que generalment passa en una habitació de totes maneres, on la paret posterior i el terra proporcionen un efecte similar. Hi ha un bon cas, per tant, utilitzar aquestes mesures de mig espai i apuntar a una resposta plana de mig espai. Els altaveus igualats per donar una resposta plana a l'espai lliure, sempre sonaran molt greus a l'interior, per la qual cosa els altaveus del monitor solen incorporar configuracions de mig espai i quart d'espai (per a l'ús de cantonada) que provoquen una atenuació per sota d'aproximadament. 400 Hz.

## Mesures en espai tancats
A freqüències baixes, la majoria de les habitacions tenen ressonàncies a una sèrie de freqüències on una dimensió de l'habitació correspon a un múltiple de mitja longitud d'ona. El so viatja a uns 1,100 peus per segon (340 m/s), de manera que una habitació 20 peus (6.1 m) llarg tindrà ressonàncies a partir de 27,5 Hz cap amunt. Aquests modes de ressonància provoquen grans pics i caigudes en el nivell de so d'un senyal constant, ja que la freqüència d'aquest senyal varia de baix a alt.

## Mesures de camp proper
L'acústica de l'habitació té un efecte molt menor en les mesures de camp proper, de manera que aquestes poden ser apropiades quan no es pot fer l'anàlisi de la cambra anecoica. Les mesures s'han de fer a distàncies molt més curtes des de l'altaveu que el diàmetre total de l'altaveu (o la font de so, com la botzina, la ventilació), on la mitja longitud d'ona del so és més petita que el diàmetre total de l'altaveu. Aquestes mesures donen eficiència directa de l'altaveu, o la sensibilitat mitjana, sense informació direccional. Per a un sistema d'altaveus de múltiples fonts de so, la mesura s'ha de dur a terme per a totes les fonts de so (woofer, ventilació bass-reflex, altaveu de gamma mitjana, tweeter...). Aquestes mesures són fàcils de dur a terme, es poden fer a gairebé qualsevol habitació, més puntuals que les mesures a la caixa, i prediuen mesures de mig espai, però sense informació de directivitat.

## Mesura de resposta en freqüència
Les mesures de resposta de freqüència només són significatives si es mostren com a gràfic o s'especifiquen en termes de límits de ±3 dB (o altres límits). Una debilitat de la majoria de les xifres citades és la manca d'indicació del SPL màxim disponible, especialment a freqüències baixes. Per tant, una mesura de l'amplada de banda de potència és la més útil, a més de la resposta de freqüència, ja que es tracta d'una gràfica de SPL màxim per a una xifra de distorsió donada en el rang de freqüència audible.

## Mesura de la distorsió
Les mesures de distorsió als altaveus només poden ser tan baixes com la distorsió del propi micròfon de mesura, per descomptat, al nivell provat. Idealment, el micròfon hauria de tenir un nivell de retall de 120 a 140 dB SPL si es vol mesurar una distorsió d'alt nivell. Un altaveu típic de gamma alta, impulsat per un amplificador de potència típic de 100 watts, no pot produir nivells màxims molt per sobre de 105 dB SPL a 1 m (que es tradueix aproximadament a 105 dB a la posició d'escolta d'un parell d'altaveus en una sala d'escolta típica). Aconseguir una reproducció realment realista requereix altaveus capaços de nivells molt més alts que aquest, idealment al voltant de 130 dB SPL. Tot i que el nivell de música en directe mesurat en un sonòmetre (de resposta lenta i lectura RMS) pot estar al voltant dels 100 dB SPL, els pics de nivell de programa a la percussió ho superaran amb escreix. La majoria dels altaveus donen al voltant d'un 3% de distorsió mesurada amb 468 "residus de distorsió" ponderats, reduint-se lleugerament a nivells baixos. Els altaveus electroestàtics poden tenir una distorsió harmònica més baixa però patir una distorsió d'intermodulació més alta. Un residu de distorsió del 3% correspon a un 1 o 2% de distorsió harmònica total. Els monitors professionals poden mantenir una distorsió modesta fins a uns 110 dB SPL a 1 m, però gairebé tots els sistemes d'altaveus domèstics es distorsionen molt per sobre dels 100 dB SPL.

## Anàlisi de coloració
Els altaveus es diferencien de la majoria dels altres equips d'àudio en patir la coloració, la tendència de diverses parts de l'altaveu (el con, el seu entorn, l'armari, l'espai tancat) a continuar movent-se quan el senyal s'atura. Totes les formes de ressonància provoquen això, emmagatzemant energia, i les ressonàncies amb un factor Q elevat són especialment audibles. Gran part del treball que s'ha fet per millorar els altaveus en els darrers anys ha estat sobre la reducció de la coloració, i es va introduir un equip de mesurament de la transformada ràpida de Fourier, o FFT, per mesurar la sortida retardada dels altaveus i mostrar-la com una cascada de temps en funció de la freqüència. trama o trama d'espectrograma. Inicialment, es va realitzar una anàlisi mitjançant proves de resposta a impulsos, però aquest "punt" pateix de tenir un contingut energètic molt baix si l'estímul ha de romandre dins de la capacitat màxima de l'orador. Els equips posteriors utilitzen correlació amb altres estímuls, com ara un analitzador de sistema de seqüències de longitud màxima (MLSSA). Utilitzant diversos tons d'ona sinusoïdal com a senyal d'estímul i analitzant la sortida resultant, les proves de contaminació espectral proporcionan una mesura del component de distorsió del "soroll propi" dels altaveus. Aquest tipus de senyal "taca de piquet" es pot optimitzar per a qualsevol rang de freqüències, i els resultats es correlacionen excepcionalment bé amb les proves d'escolta de qualitat del so.